# Lalonde Gordon
Lalonde Gordon, född den 25 november 1988 i Lowlands, Tobago, är en trinidisk friidrottare inom kortdistanslöpning.
Han ingick i Trinidad och Tobagos lag som tog OS-brons på 4 x 400 meter stafett och tog också individuellt brons på 400 meter vid friidrottstävlingarna 2012 i London.